# Cerkiew Przemienienia Pańskiego w Smorgoniach
Cerkiew pod wezwaniem Przemienienia Pańskiego – prawosławna cerkiew parafialna w Smorgoniach, w dekanacie smorgońskim eparchii lidzkiej Egzarchatu Białoruskiego Patriarchatu Moskiewskiego.
Cerkiew znajduje się w bezpośrednim sąsiedztwie parku miejskiego, przy ulicy Krasnoarmiejskiej.

## Historia

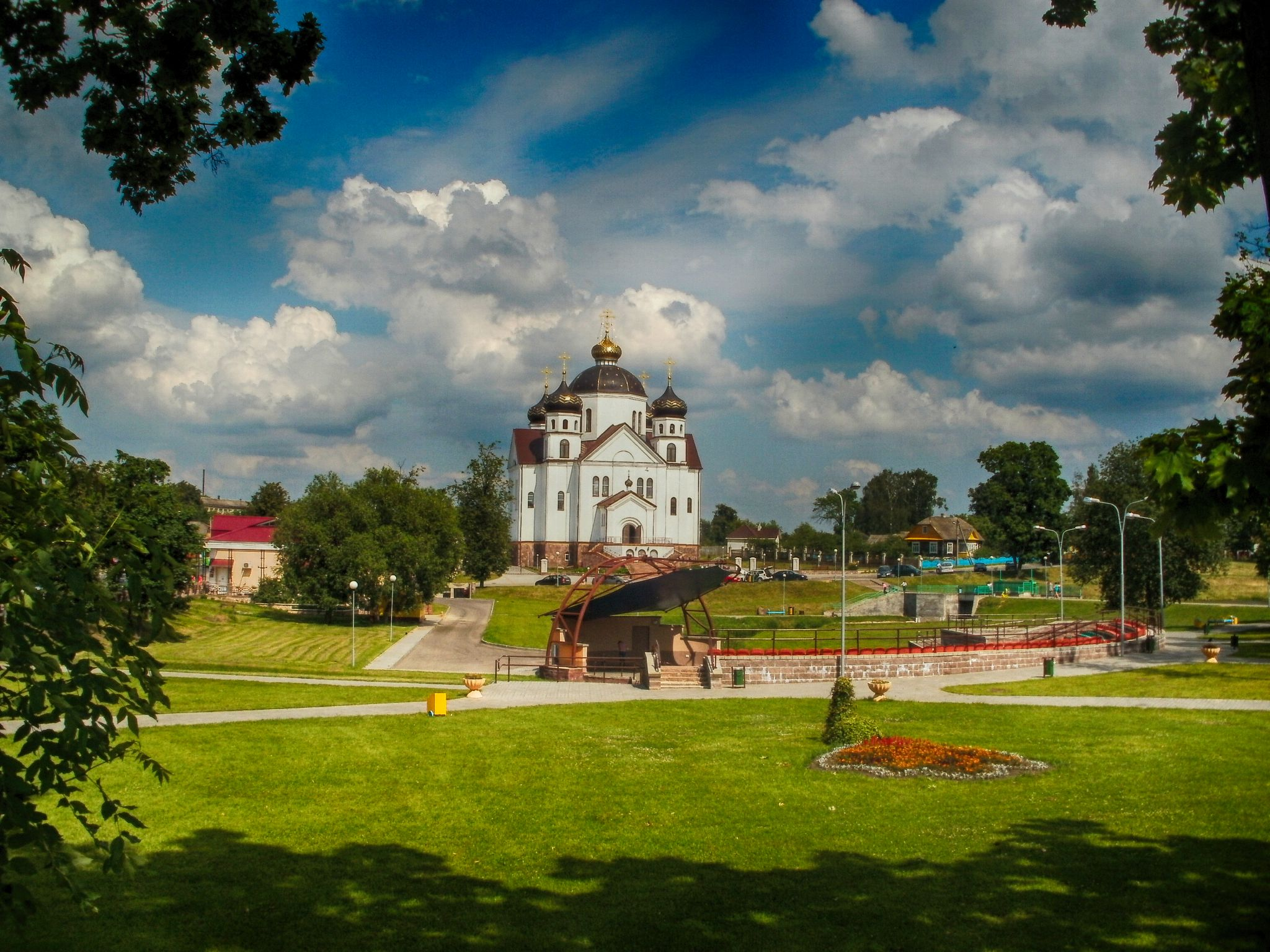
Cerkiew w otoczeniu parku miejskiego

Cerkiew wzniesiono w 2000 r., na miejscu świątyni zniszczonej w czasach rządów Nikity Chruszczowa. Konsekracji cerkwi dokonał 6 września 2009 arcybiskup nowogródzki i lidzki Guriasz. 18 sierpnia 2012 r. został poświęcony boczny ołtarz, a 9 grudnia tegoż roku zostało oddane do użytku i poświęcone baptysterium.

## Architektura
Budowla murowana, dwupoziomowa (dolna cerkiew nosi wezwanie Ikony Matki Bożej „Wstawienniczka Za Grzesznych”). W górnej cerkwi, po prawej stronie ołtarza głównego, znajduje się boczny ołtarz pod wezwaniem św. Mikołaja Cudotwórcy. W dolnej cerkwi mieści się baptysterium, w którym mogą przyjmować chrzest również osoby dorosłe.